# Les Mots bleus (film)
Pour l’article homonyme, voir Les Mots bleus.
Pour plus de détails, voir Fiche technique et Distribution.
Les Mots bleus est un film français réalisé en 2004 par Alain Corneau et sorti en 2005. Il s'agit de l'adaptation du roman Leur histoire de Dominique Mainard.

## Synopsis
Clara, qui travaille dans une oisellerie, se fait du souci pour sa fille, Anna, qu'elle élève seule et qui n'a jamais prononcé une seule parole. La jeune femme, elle, est illettrée. Depuis que sa grand-mère, Baba, qu'elle adorait, a été victime d'une attaque alors qu'elle lui lisait une histoire, elle a toujours refusé d'apprendre à lire et à écrire. Le silence d'Anna lui vaut d'être martyrisée par ses camarades, si bien que Clara est obligée de la retirer de l'école et de l'inscrire dans un établissement pour sourds et muets, tenu par Vincent. Celui-ci décide de donner des cours particuliers à sa nouvelle élève afin de lui apprendre la langue des signes et ainsi faciliter son intégration...

## Fiche technique
- Réalisateur : Alain Corneau, assisté de Vincent Trintignant
- Scénario : Alain Corneau, d'après le roman de Dominique Mainard, Leur histoire
- Musique : Christophe
- Décors : Solange Zeitoun
- Costumes : Julie Mallard
- Photographie : Yves Angelo
- Son : Pierre Gamet
- Montage : Thierry Derocles
- Production : Laurent Pétin & Michèle Pétin
- Sociétés de distribution : 
  - ARP Sélection (France)
  - K-Films Amérique (Québec)
- Année : 2004
- Durée : 115 minutes
- Genre : drame
- Dates de sortie : 23 mars 2005
- Langue : français, langue des signes française, catalan

## Distribution
- Sylvie Testud : Clara
- Sergi López : Vincent
- Camille Gauthier : Anna
- Mar Sodupe : Muriel
- Cédric Chevalme : Le père de Clara
- Isabelle Petit-Jacques l'institutrice d'Anna
- Prune Lichtle; l'amie de Vincent
- Gabrielle Lopes Benites : La fille de Muriel
- Louis Pottier : Le fils de Muriel
- Esther Gorintin : Baba
- Clarisse Baffier : Clara, enfant
- Geneviève Yeuillaz: l'institutrice de Clara

## Autour du film
Clara et sa fille autiste habitent Place du Président Chevallier à Théméricourt, lieu de tournage de nombreux autres films.